# Berežany
Berežany (ucraino: Бережани; polacco: Brzeżany) è una città ucraina (17 139 abitanti) nel distretto di Ternopil', nell'oblast' di Ternopil'. Ospita l'amministrazione della comunità territoriale di Berežany, una delle comunità territoriali dell'Ucraina.
Fino al 18 luglio 2020 Berežany costituiva una città di rilevanza regionale e non apparteneva ad alcun distretto, anche se era il centro amministrativo del Distretto di Berežany. Come parte della riforma amministrativa dell'Ucraina, che ridusse a tre il numero di distretti dell'oblast' di Ternopil', la città fu integrata nel distretto di Terrnopil'.
Nel 2004 contava 20.000 abitanti, nel 2016 ne annoverava 18244. 
La città si è sviluppata sul fiume Złota Lipa ad un'altitudine di 400 m s.l.m.